# Ampelisciphotis podophthalma
Ampelisciphotis podophthalma är en kräftdjursart som först beskrevs av J. L. Barnard 1958.  Ampelisciphotis podophthalma ingår i släktet Ampelisciphotis och familjen Isaeidae. Inga underarter finns listade i Catalogue of Life.